# Médicament radiopharmaceutique
Un médicament radiopharmaceutique est un médicament contenant des radioisotopes incorporés à des fins médicales. Les radiopharmaceutiques sont majoritairement utilisés en imagerie médicale à des fins de diagnostic ou de suivi : il peut s'agir de scintigraphie, de TEMP ou de TEP. Ils peuvent aussi être prescrits à visée thérapeutique, par exemple dans le traitement de certains cancers. Certains médicaments radiopharmaceutiques sont décrits dans la pharmacopée européenne.

## Prescription et délivrance
Les médicaments radiopharmaceutiques sont prescrits par des médecins spécialisés en médecine nucléaire. La validation de l'ordonnance, la préparation, le contrôle et la dispensation sont de la responsabilité du radiopharmacien. La manipulation des médicaments radiopharmaceutiques peut être effectuée par les préparateurs en pharmacie hospitalière ou les manipulateurs en électroradiologie médicale.

## Composition
Un médicament radiopharmaceutique contient deux éléments :
- un radioisotope ;
- un vecteur, c'est-à-dire une molécule non radioactive (contenue dans des « trousses[1] »)

Pour certains médicaments radiopharmaceutiques, l'isotope radioactif joue également le rôle de vecteur, par exemple pour l'iode 131 ou 123 car l'atome lui-même a une affinité pour l'organe cible.
Le radioisotope est la plupart du temps obtenu via un laboratoire pharmaceutique sous forme d'un générateur. Il peut être également produit sur place grâce à un cyclotron : cela permet l'utilisation de radionucléide à demi-vie courte (carbone 11) qui ne peuvent pas être transportés.

## Formes galéniques
Les médicaments radiopharmaceutiques existent sous différentes formes galéniques :
- gaz libre, par exemple le xénon ;
- solution colloïdale, par exemple le technétium et le fibrinogène ;
- suspension ;
- capsules ;
- fils, billes, microsphères.